# Weislingen
Weislingen é uma comuna francesa na região administrativa de Grande Leste, no departamento Baixo Reno. Estende-se por uma área de 7,03 km². Em 2010 a comuna tinha 547 habitantes (densidade: 77,8 hab./km²).